# Azersun Arena
Het Azersun Arena is een multifunctioneel stadion in Bakoe, een stad in Azerbeidzjan. 
Dit stadion werd gebouwd vanaf augustus 2013 tot en met augustus 2015. De opening vond plaats op 26 september 2015 met als openingswedstrijd de wedstrijd tussen Qarabağ en Neftçi, de wedstrijd eindigde in 1–1. Het stadion vooral gebruikt voor voetbalwedstrijden, de voetbalclub FK Qarabağ maakt er gebruik van. Het stadion heeft drie tribunes, er kunnen 5.800 toeschouwers in het stadion.
Het stadion werd in 2016 gebruikt voor het Europees kampioenschap voetbal mannen onder 17. Een voetbaltoernooi dat van 5 tot en met 21 mei 2016 in Azerbeidzjan werd gehouden. Dit was een van de vier stadions waarin werd gespeeld. Er werden zes groepswedstrijden gespeeld.